# Castillo de San Juan (Santa Cruz de Tenerife)
La Torre Costera Defensiva de San Juan Bautista, conocida como Castillo de San Juan o Castillo Negro, en el término municipal de Santa Cruz de Tenerife, isla de Tenerife (Canarias, España) fue la segunda fortaleza más importante en la defensa de Santa Cruz de Tenerife. Es Bien de Interés Cultural, con categoría de Monumento, desde 1993.

## Situación
Se encuentra en pleno centro de la capital, detrás el Auditorio de Tenerife. Prevista su edificación desde hacía mucho tiempo ésta no tuvo lugar hasta 1641, bajo la presión de la política internacional suscitada al estallar la revolución de Portugal, tras la de Cataluña encontrándose pues la Isla indefensa y amenazada. Por todo ello el capitán general Luis Fernández de Córdoba y Arce exigió personalmente a los vecinos una contribución para hacer frente a dichas obras. Con los fondos recaudados se comenzó a construir el Castillo de San Juan Bautista cerca de la Caleta de los Negros, nombre con el que se conoció popularmente, finalizando las obras en 1643. Al cabo de un siglo de existencia empezó a amenazar ruina en frente orientado al mar, siendo reformado como consecuencia de dichas circunstancias y dando como resultado el aspecto que dicho inmueble presenta en la actualidad.
Situado cerca del Parque Marítimo, consta de una torre circular en el frente del mar con explanada al descubierto y parapetos con troneras, con emplazamiento para cinco piezas de artillería. Sus alojamientos lo constituyen dos locales abovedados bajo las explanadas con una superficie aproximada de 47 metros siendo la anchura del muro de mampostería de 1,5 metros.

## Historia
El ataque de la escuadra inglesa a Cádiz a la muerte de Jacobo I de Inglaterra y VI de Escocia (1625) hizo que el Cabildo de Tenerife, a iniciativa del Capitán General D. Francisco González de Andía, acordara la construcción de una fortificación en las proximidades de la Caleta de Junior.
La sublevación de Portugal (1640) impulsó que se ejecutara la obra, terminada en 1643, bajo la dirección de D. Juan Fernández Franco, Sargento Mayor de Tenerife.
El Rey Carlos II dio en 1684 facultad para nombrar castellano o alcaide al Cabildo. Este nombramiento, junto con el del Castillo de San Cristóbal, eran ambicionados por la nobleza de la isla como un honor, pero además por dos motivos importantes: era la forma más importante de poder probar su hidalga condición, de cara al ingreso en las Órdenes Militares o en las Maestranzas, y debido a sus privilegios anexos al cargo: estaban encargados de todo lo relativo a la sanidad, a la policía del Puerto, otorgación de los permisos para la entrada y salida de las naves, cobraban el derecho de pesca, mediaban entre los conflictos entre pescadores y mareantes, además de ocuparse de la correspondencia y de recaudar la sisa de la sal y de la harina.
Cada año en el mes de julio tiene lugar en los alrededores de este castillo la Recreación de la Gesta del 25 de julio, que conmemora el fallido intento del almirante británico Horatio Nelson de invadir la ciudad y el archipiélago.

## Galería

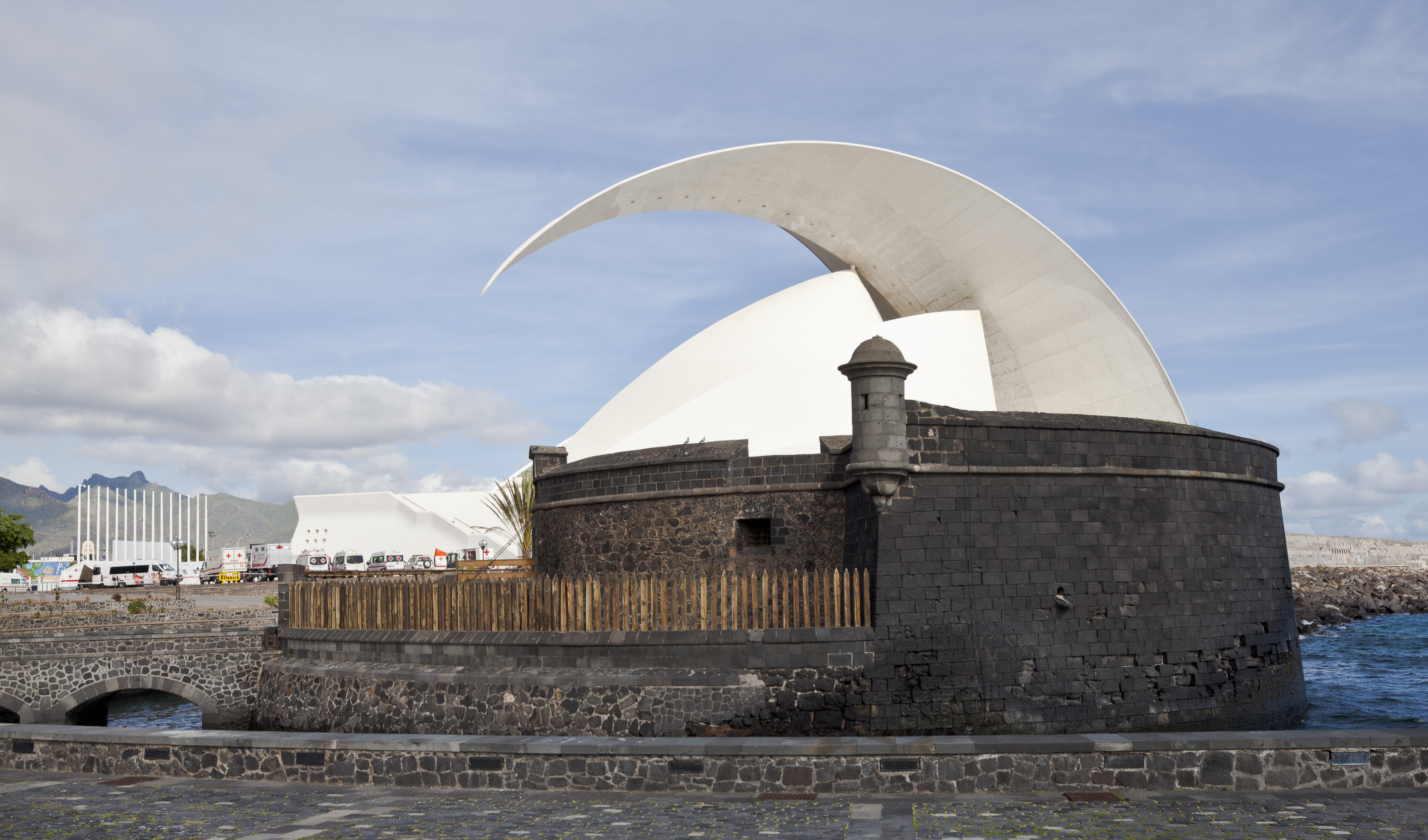
Castillo de San Juan con el Auditorio de Tenerife al fondo.
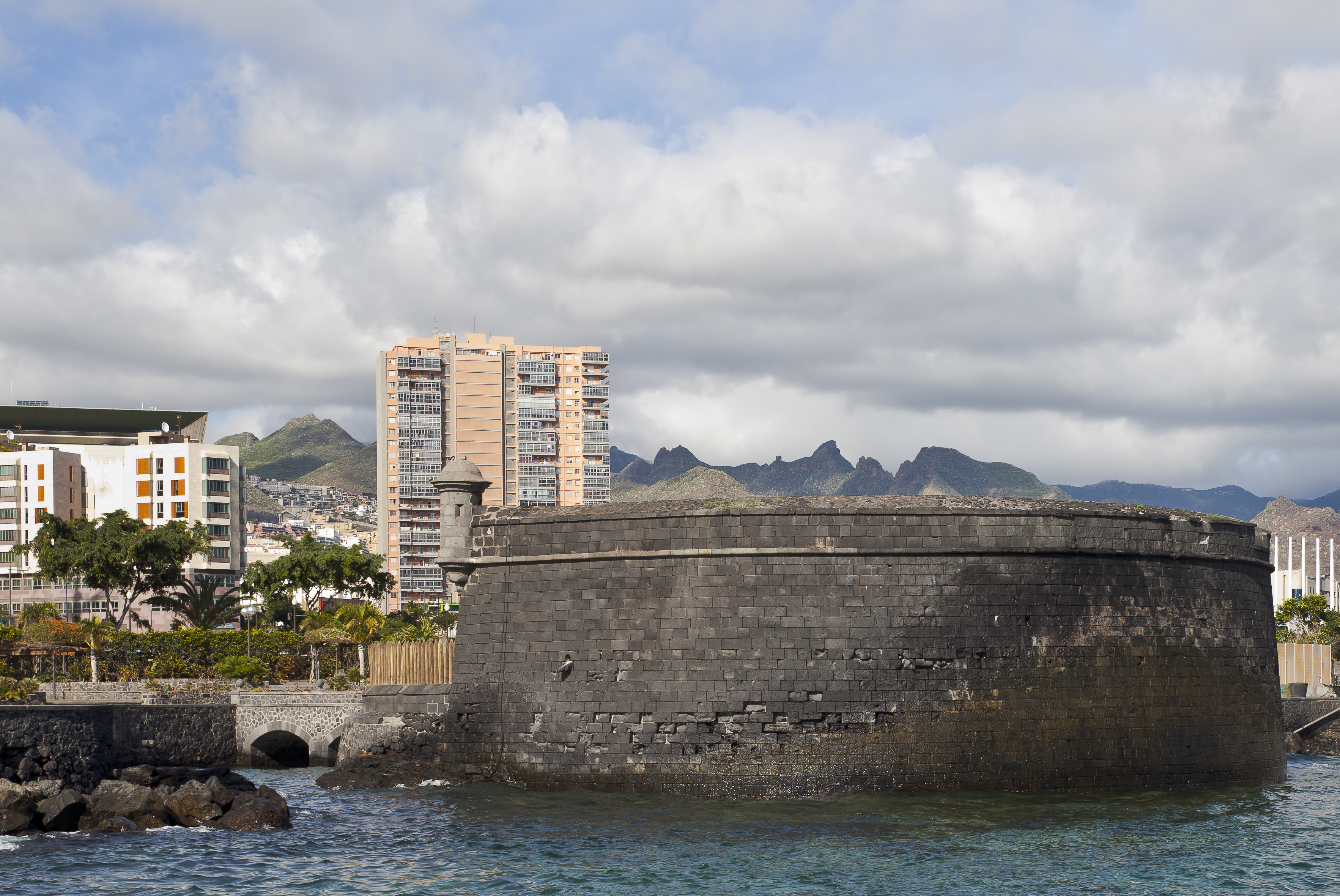
Vista lateral del castillo.
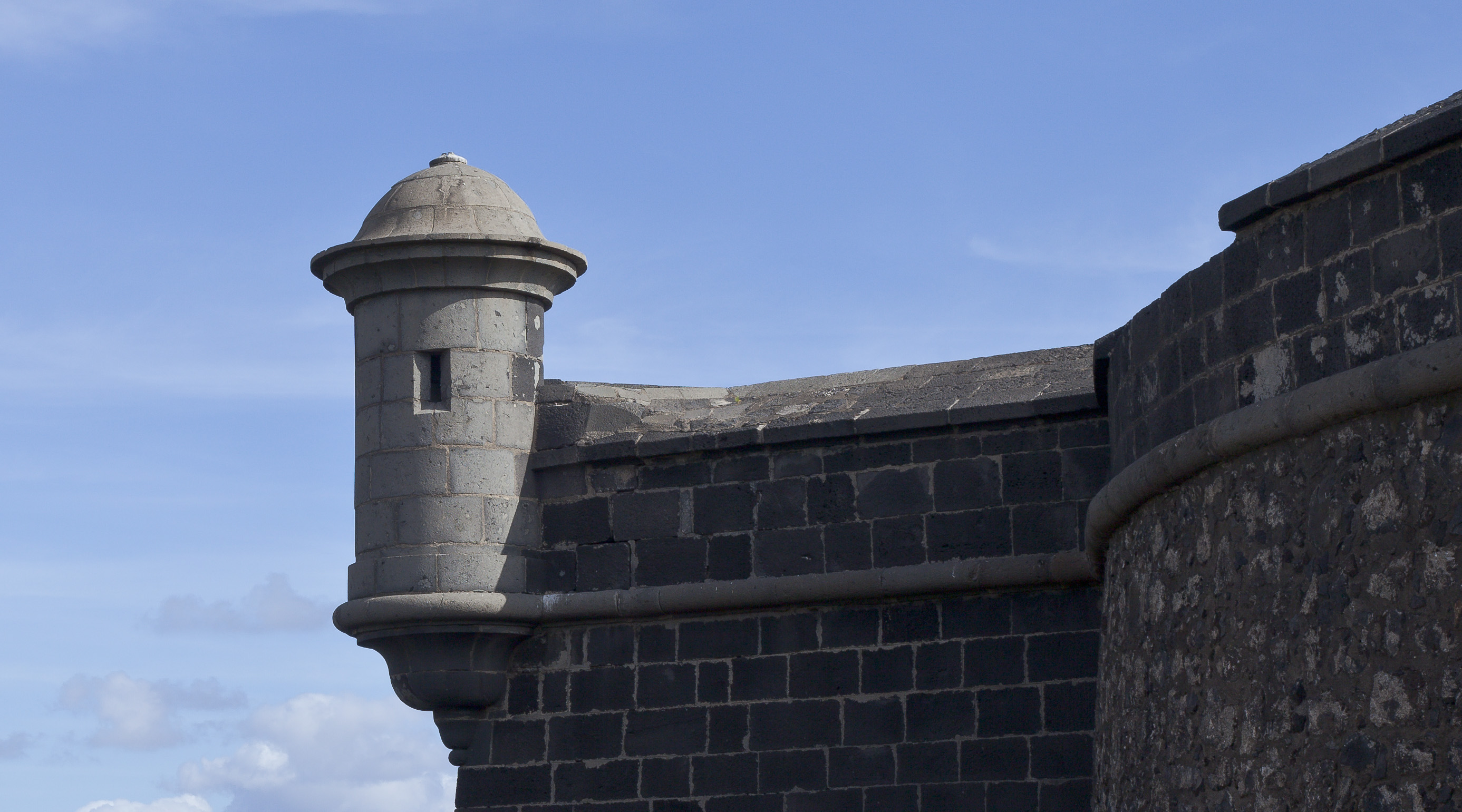
Detalle de una almena.
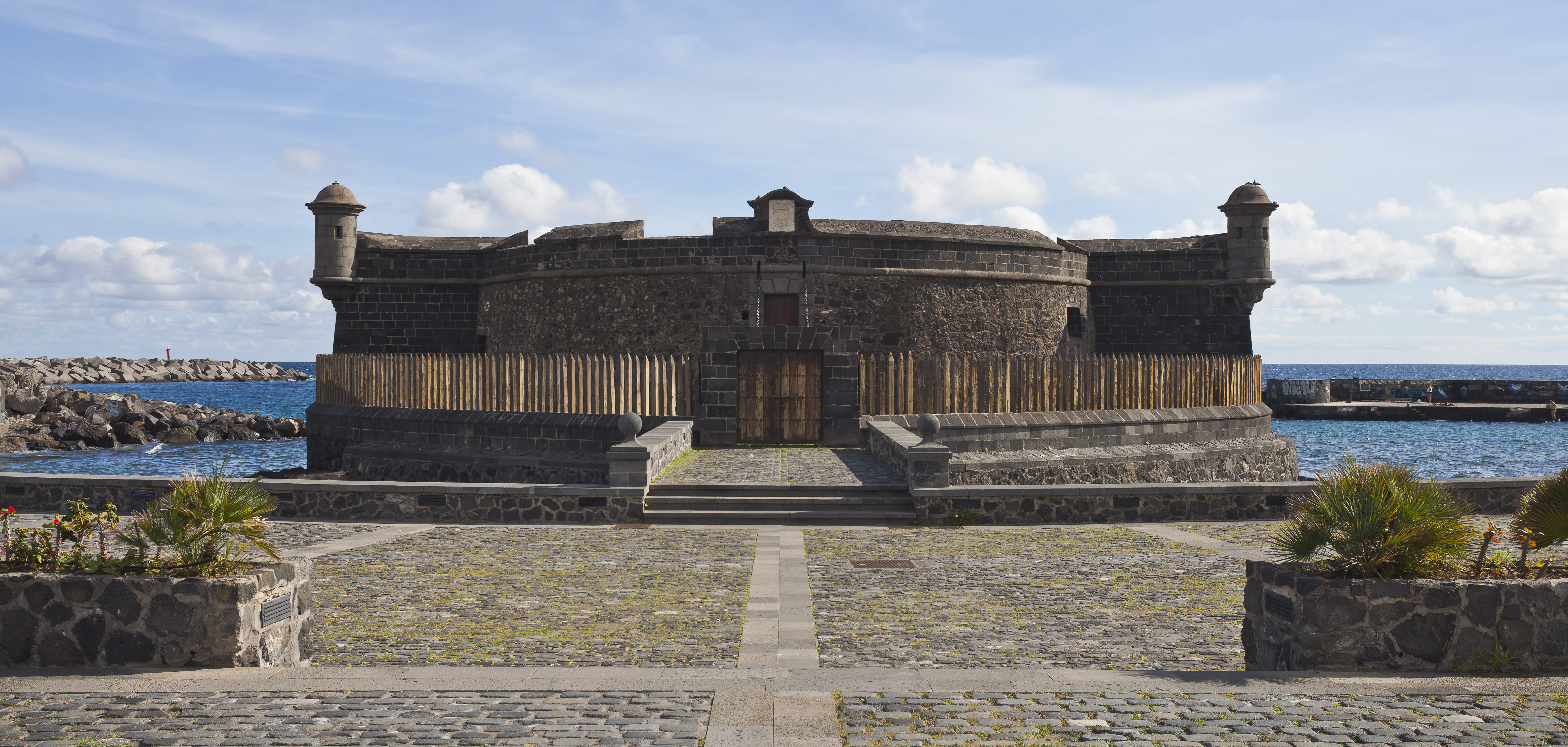
Vista frontal.
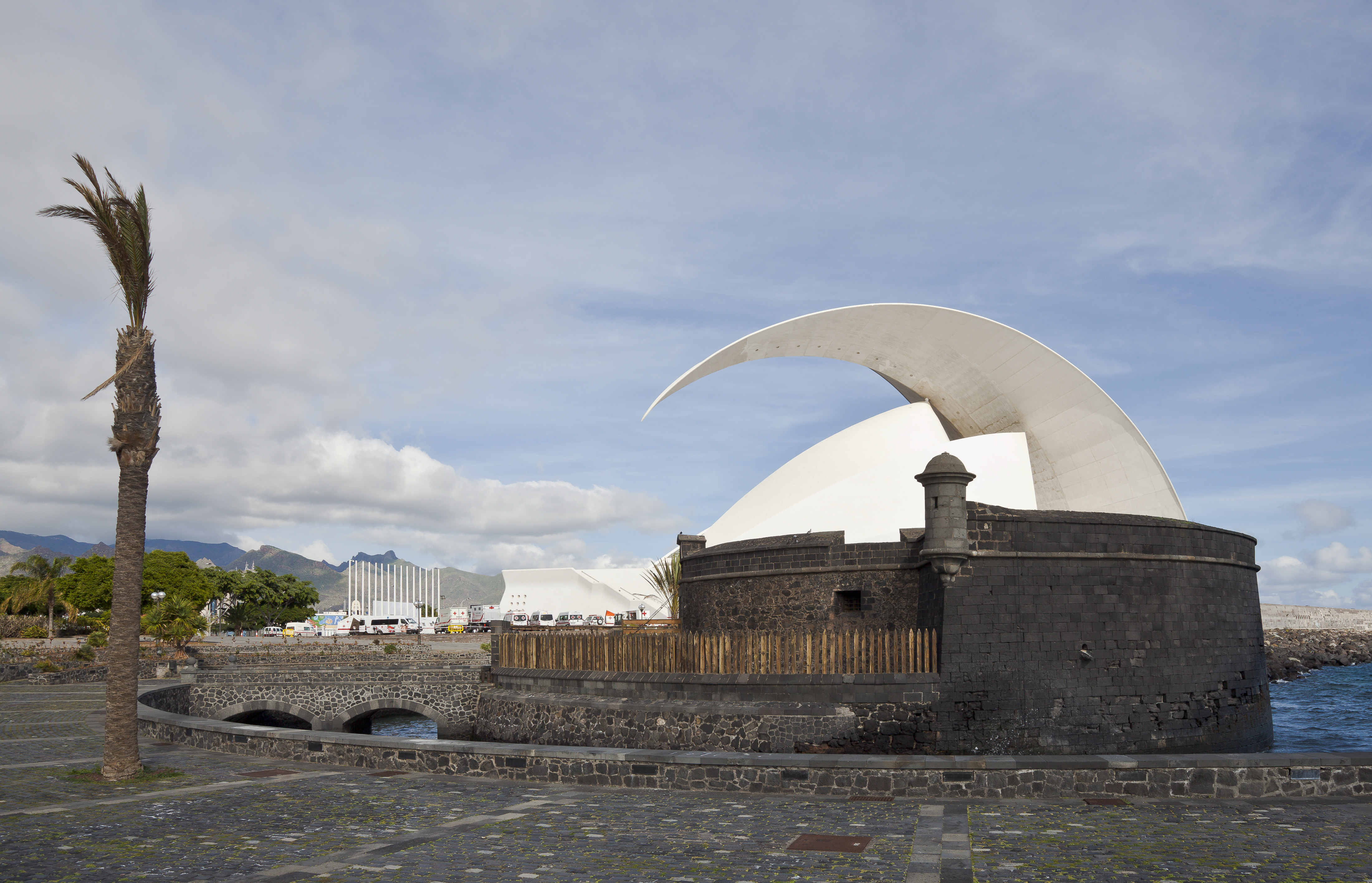
Castillo con el auditorio de Tenerife al fondo.